# فلوئورید قلع (II)
فلوئورید قلع(II) (به انگلیسی: Tin(II) fluoride) با فرمول شیمیایی SnF۲ یک ترکیب شیمیایی است. که جرم مولی آن ۱۵۶٫۶۹ g/mol می‌باشد. شکل ظاهری این ترکیب جامد پودری است.